# Telekineze

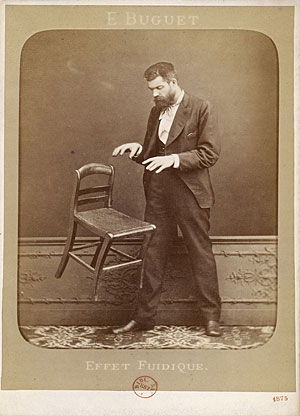
Podvržená fotografie Fluidic Effect od E. I. Bugueta demonstruje působení telekineze

Telekineze (z řečtiny: tele – vzdálenost, vzdálený, kineze – pohyb; doslova „vzdálený pohyb“) nebo též psychokineze (psyché – mysl, duše, psychika; doslova „pohyb myslí“) je pojem označující vyvolání pohybu předmětu „silou myšlenky“. Jinak řečeno je to schopnost pouze pomocí vůle ovlivňovat objekty na fyzické úrovni. Příkladem může být pohybování s objektem, jeho deformace (např. ohýbání), ale rovněž i ovlivňování výstupů (výsledků) generátoru náhodných čísel.
Podle většiny vědců nebyla existence telekineze přesvědčivě prokázána ani věrohodně předvedena.

## Další PSI schopnosti
Telekineze je vedle telepatie asi nejznámější z údajných „PSI schopností“; dalšími by měly by být např. pyrokineze (tj. vytváření či ovládání ohně myslí; termín použil poprvé americký spisovatel hororu Stephen King v románu Žhářka, v originálu Firestarter), hydrokineze (ovládání vody), aerokineze (ovládání plynů), biokineze (ovládání živé hmoty – změna barvy, délky vlasů, barvy očí atd.), elektrokineze (ovládání elektřiny), atmokineze (ovládání počasí), chronokineze (ovládání vnímání toku času), geokineze (změna průsvitnosti, čirosti a tvaru krystalických látek) a lumokineze (ovládání světla – nahuštění fotonů). Názvy těchto „schopností“ však zhusta vycházejí z chybné etymologie slova telekineze: základem je slovo kineze tedy pohyb, nikoliv ovládání určitého fenoménu (srovnej slovo „psychokineze“, které by analogicky a chybně znamenalo „ovládání mysli“, namísto správného „pohyb myslí“).
Ve skutečnosti není telekineze totéž co tzv. psychokineze. V pojmu psychokineze je de facto již obsažena parapsychologická a ezoterická interpretace jevů obecně označovaných za telekinezi. Podle většiny ezoteriků i parapsychologů má totiž být telekineze vyvolávána tzv. mentální či psychickou silou, kdy je zcela mylně a nelogicky ryze fyzikální pojem "síla" spojován s psychikou či "duševní" činností lidského jedince.